# The Big Lebowski: A XXX Parody
Pour les articles homonymes, voir Lebowski (homonymie).
 Pour plus de détails, voir Fiche technique et Distribution
The Big Lebowski: A XXX Parody est un film pornographique américain réalisé par Lee Roy Myers (en), produit par New Sensations.

## Synopsis
Comme son nom l’indique, il s’agit d’une parodie pornographique du film The Big Lebowski.

## Fiche technique
- Titre : The Big Lebowski: A XXX Parody
- Montage : Gabrielle Anex, Lee Roy Myers
- Production : Wicked Sister, New Sensations
- Directeur Photographie : Dr Philgood, Eddie Powell
- Format : 1,78, couleurs
- Sortie : 3 mai 2010
- Interdit aux moins de 18 ans

## Distribution
- Tom Byron : The Dude
- Kimberly Kane : Maude Lebowski
- Peter O'Tool : Walter
- Eddie Adams : Donny
- James Deen : Jesus
- Bobbi Starr : Betty
- Keni Styles : Woo
- Briana Blair : Bunny Lebowski
- Andy San Dimas : Pinball Girl
- Celeste Star : Pinball Girl
- Alexis Grace (Ashley Grace) : Pinball Girl
- Carla Cox : League Commisioners' Wife
- Kristina Rose : Gulp War Mediator
- Anthony Rosano : George Lovesbush
- Rocco Reed : Sadam Whocame
- London Keys : Sherri
- Roy Karch : The Big Lebowski
- Bridgette B
- Dana DeArmond
- Alison Tyler
- Kurt Lockwood

## Scènes
- Scène 1 : Bobbi Starr, Keni Styles
- Scène 2 : Briana Blair, Tom Byron
- Scène 3 : Carla Cox, James Deen
- Scène 4 : Kristina Rose, Anthony Rosano, Rocco Reed
- Scène 5 : Kimberly Kane, Andy San Dimas, Ashley Gracie, Celeste Star, Jackie Daniels
- Scène 6 : Briana Blair, London Keys, Steve Holmes
- Scène 7 : Kimberly Kane, Tom Byron

## Récompenses
- AVN Award 2011 du meilleur acteur pour Tom Byron[1]
- XBIZ Award 2011 de la meilleure parodie[2]
- XRCO Award 2011 de la meilleure parodie de comédie[3]